# Huis Van Straelen
Het Huis Van Straelen is een woonhuis in art-nouveaustijl in Hasselt, gelegen aan de Koningin Astridlaan 35. Het is genoemd naar de eerste eigenaar en bouwheer Clement Van Straelen (1875-1953). Het werd ontworpen door de Hasseltse architect Louis Loodts (1870-1953) en gebouwd in 1908. In 1983 werd het als monument beschermd.

## Geschiedenis van het Huis Van Straelen

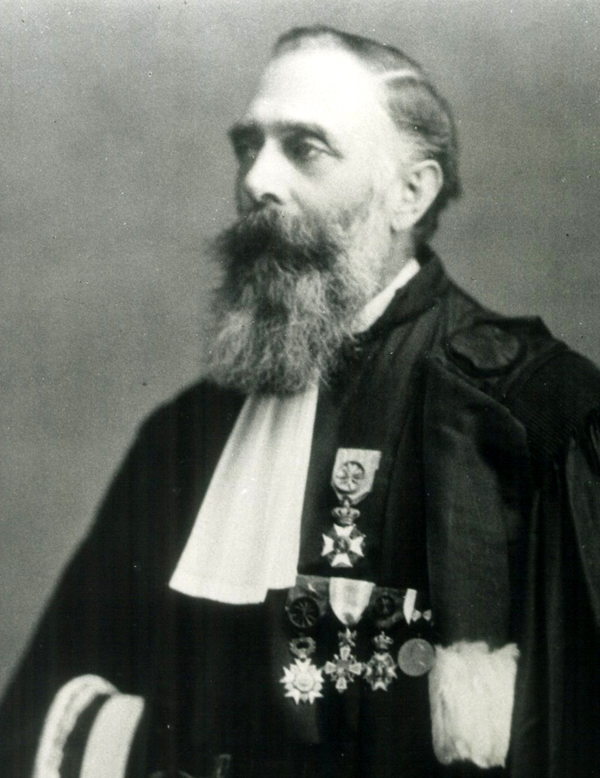
Clement Van Straelen

Clement Van Straelen was procureur des Konings in Hasselt maar ook direct verbonden met de opstart en de uitbouw van de christelijke sociale beweging in Limburg. Van 1913 tot 1936 was hij voorzitter van de christelijke ziekenkassen, in Limburg nauw verbonden met de christelijke arbeidersbeweging. In 1926 nam hij ontslag als procureur en nog vóór de Tweede Wereldoorlog verliet hij Hasselt om zich in Brussel te vestigen. Zijn vermogen, waaronder het huis aan de Koningin Astridlaan in Hasselt schonk hij na zijn overlijden in 1953 aan de Katholieke Universiteit Leuven. Die stelde het huis ter beschikking van de Christelijke Sociale Werken. Het huis was ook jaren bewoond door ere-senator Mevr. Jeanne Driessen (1892-1997). Sinds het midden van de jaren zeventig van de vorige eeuw veranderde het huis meermaals van eigenaar.
De huidige eigenaars lieten het inmiddels als monument (bouwkundig) beschermde gebouw restaureren.
De keuze van Van Straelen om te bouwen bij het begin van de uitvalsweg naar Diest verrast. De toenmalige Hasseltse burgerij koos in die tijd immers voor de boulevard, het Leopoldplein of de Luikersteenweg als woonkader. De bourgeoisie was echter overwegend Franstalig, Van Straelen daarentegen actief Vlaamsgezind.

## Beschrijving van het gebouw

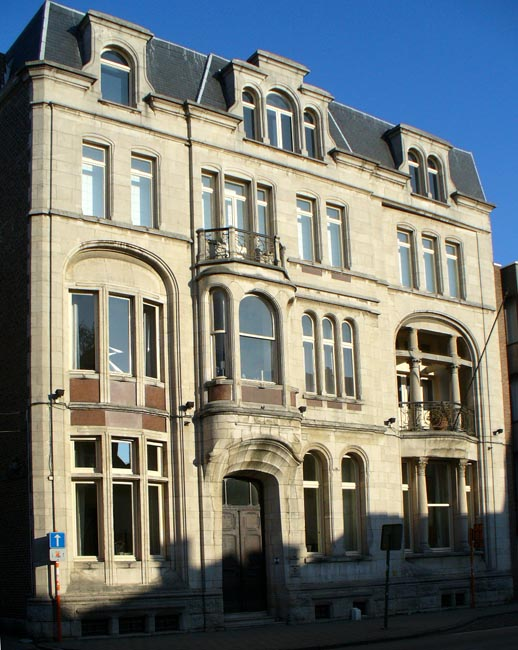
Huis Van Straelen in Hasselt

Het hoofdgebouw is volledig onderkelderd en de gelijkvloerse verdieping ligt verhoogd ten opzichte van de straat. Je komt via een korte voorhal met trap en bordes in een centrale, twee verdiepingen hoge hal waarop alle vertrekken aansluiten. In die hal leidt een monumentale trap naar de rondlopende galerij op de verdieping. In de achterwand van de hal trekt een groot glasraam de aandacht. De hal is overdekt met een gedeeltelijk glazen zoldering met rechtstreekse verticale lichtinval. De voorkant van het gebouw heeft nog een tweede verdieping en een zolder met mansardekamers.
Verspreid in de voorgevel zie je in een asymmetrische compositie een veelhoekige erker die een speelse luifel vormt boven de ingangsdeur, een driezijdig terras en een gebogen uitstulpende open loggia met dorische zuilen, smeedijzeren balustrades, licht verdiepte rondbogige nissen en dakramen waarvan een te midden van een trapgevel.
In het interieur wordt teruggegrepen naar de neoklassieke decoratieornamenten van de achttiende eeuw. Dat zie je in het smeedwerk van de trapleuning en van de balustrade op de verdieping. Ook de stucversiering, de schoorsteenmantels en de spiegellijsten volgen dit klassieke vormenpatroon. De raamklinken sluiten aan bij de art-nouveauvormgeving. De speelse mozaïekvloer in de centrale hal is gevat in een strakke Griekse meanderlijst. De omliggende vertrekken hebben geometrisch geschikte parketvloeren.
Architect Louis Loodts liet zich leiden door de opvattingen van de sinds het einde van de 19de eeuw geïntroduceerde nieuwe stijl, de art nouveau. Zoals Victor Horta koos hij voor een open plattegrond en groepeerde alle functies rondom een centrale hal, twee verdiepingen hoog, badend in het daglicht uit een glazen zoldering. Dat de art nouveau vooral te zien is in de voorgevel en in de ruimteopvatting van het gebouw en zijn verlichting maar niet in de interieurdecoratie zou ermee te maken hebben dat Clement Van Straelen zich aangetrokken voelde door de vernieuwende architectuur terwijl mevrouw Van Straelen zich graag omringde met Franse stijlen volgens traditionele opvattingen.

## Nieuwe bestemmingen sinds 2006

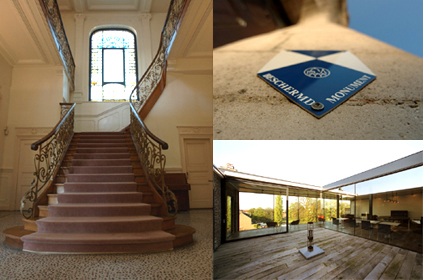
Trap en centraal terras

De firma Nipau had er sinds 2006 haar kantoren en tentoonstellingsruimten voor eigentijdse interieurcollecties en werken van hedendaagse kunstenaars. Naar een ontwerp van architectenbureau a2o architecten uit Hasselt werd een nieuwe toonruimte voor designmeubelen gebouwd op het achterliggende platte dak. Overeenkomstig het bestaande art-nouveaugebouw wordt hier alles gegroepeerd rondom een open centraal terras. Het licht stroomt overvloedig binnen door grote raampartijen.
Er hadden regelmatig ook kunsttentoonstellingen en andere culturele activiteiten plaats. Tijdens de jaarlijkse Open Monumentendag is het gebouw meestal te bezichtigen.
Sinds september 2012 veranderde Nipau de bestemming van het huis in een Business & Meeting Center. Vooral bedrijven krijgen er mogelijkheden en accommodatie voor kantoorruimte, vergaderingen, presentaties, seminaries, recepties en al dan niet feestelijke maaltijden.